# The Coffin Caddies
The Coffin Caddies – zespół grający horror punk z Miami na Florydzie. Grupa powstała w 1999 roku z inicjatywy wokalisty o pseudonimie Rei Horror i gitarzysty zwanego Alex Nameless. Postanowili tworzyć muzykę wychodzącą się gatunkowo od The Misfits, ale tematycznie obejmującą znacznie większy zakres. Poza typowymi dla horror punka tematami zombie i śmierci w ich piosenkach pojawia się także wiele tekstów nawiązujących do znanych komiksów, gier i współczesnych filmów grozy. Inną cechą charakterystyczną ich grania są momentami typowo metalowe brzmienia gitar, które muzycy wprowadzili z twórczości innych zespołów, w których się udzielali.